# توم هوجكينسون
توم هوجكينسون (بالإنجليزية: Tom Hodgkinson)‏ هو كاتب وصحفي وبائع كتب بريطاني، ولد في 1968 في نيوكاسل أبون تاين في المملكة المتحدة.